# 鈴木鵬于
鈴木鵬于（すずき ほうう、1910年（明治43年）1月9日 - 1944年（昭和19年）3月22日）は日本の俳人。作家。本名は鈴木邦（ほう）。

## 経歴
愛知県渥美郡泉村（現田原市）に生まれる。幼い頃より頑健ではなく病弱だったため、遠方通学の無理がたたり体調を崩し、成章中学（現愛知県立成章高等学校）を中退。中退後は、静養のかたわら文学書を読み耽っていた。そんな折、前隣りの旅籠旅館盛義海水亭の主人であった川合茂助（俳号華光）から俳句を勧められ、俳句誌『石楠』に投稿するようになる。
- 櫓の渦の消ゆれば消ゆる夜光虫
- 雛の夜をいづらへ去るや船の笛
- 花棕櫚に大和の国の鐘をきく
- 鳴きいしは風の残せし千鳥かな

などの句で、石楠同人に名を知られるようになった。
石楠俳人の主と好人物の女将の経営する盛義海水亭は、石楠同信の来訪には絶好の場所となり、臼田亞浪をはじめまさに多士済々であった。鵬于は、それら遠来の友と俳句、文学等様々なことを語り合うことを最大の喜び、楽しみにしていた。
1940年（昭和15年）に結婚し一男一女を儲けるが、1944年（昭和19年）心臓弁膜症により死去。享年35。
1946年（昭和21年）俳誌『三河』主宰市川丁子、『林苑』主宰太田鴻村の尽力により、遺句集『蔓荊』が発刊された。

## 作品
- 朧夜のここに淡海の水ぐるま[1]
- 行く春の暮の青さに漕ぎいづる[2]
- 末黒野や膝にこぼるる握飯[3]
- 雛の夜をいづらへ去るや船の笛[4]
- 夕顔の種くれぬあてもなく播きぬ[5]
- お遍路はおぼろの国の果に寝ん[6]
- 遠山に青煙のぼり山帰来[7]
- 暖流にましろくひかり豆の花[8]
- げんげ田や昼は遺影が家を守る[9]
- 駿河野のこゝに暮れゆく葱坊主[10]
- たんぽぽや洋の響きは地にこもり[11]
- 修道院へすかんぽの道ほそりゐる[12]
- 燈台守に九月の空の澄み来にけり[13]
- 薄月の薬師の道になに買はん[14]
- 閉ぢし戸に月光あふれ海の村[15]
- 秋風のてすりにかけし昼夜帯[16]
- さめて野分のともし恋しく点しをり[17]
- 天竜や露の干ぬ間の桑摘女[18]
- 笛のよな顔して鹿の鳴きにけり[19]
- 虫売りはあはれ善人の顔もてり[20]
- 老村医こほろぎの夜を一二軒[21]
- 鈴虫の河原に添へば燈の飯田[22]
- 駒岳澄めば仙丈岳が降る草雲雀[23]
- 段丘に霧おく日日を鮎さびぬ[24]
- 紅雲一片鰯の群を率ゐ来ぬ[25]
- 木の実はや土になじむを拾ひけり[26]
- 暮れきればこころ机上の桔梗に[27]
- 菱刈りの深き茜に浸りゐる[28]

## 作品集
- 蔓荊 : 鵬于遺句集  鈴木鵬于著 新化堂本店（1946年）
- 麦上 : 安藤甦浪遺稿 句集  安藤甦浪 著 ; 鈴木鵬于 編 三河（1936年）